# Danh sách chương truyện One-Punch Man
One-Punch Man là một manga dài tập của Nhật Bản, được viết cốt truyện bởi One và được vẽ bởi Yusuke Murata. Tác giả đã xuất bản One-Punch Man như là một webcomic trong năm 2009. Đến tháng 12/2016, One-Punch Man đã có đến 302 chương truyện. Khi seri đã nổi tiếng và nhận được 7.9 triệu lần xem trong tháng 6/2012, Yusuke Murata liên hệ đến One để vẽ thêm một spin-off cho các ấn phẩm kỹ thuật số trong tạp chí Weekly Young Jump, Young Jump Web Comics trên website, được xuất bản bởi nhà xuất bản Shueisha. Chương đầu tiên được công bố vào ngày 14 tháng 6 năm 2012.

## Danh sách
| - 01. "Chỉ một cú đấm" (一撃 Ichigeki) - 02. "Kẻ thất nghiệp và cua" (蟹と就活 Kani to Shūkatsu) - 03. "Sinh vật tai họa" (災害存在 Saigai Sonzai) - 04. "Gia tộc lòng đất" (闇の地底人 Yami no Chisokojin) - 05. "Nổ như gãi ngứa" (かゆさ爆発 Kayusa Bakuhatsu) - 06. "Saitama" (サイタマ Saitama) - 07. "Cuộc đột kích bí ẩn" (謎の襲撃 Nazo no Shūgeki) - 08. "Có phải hắn nói đến gã này?" (それコイツ Sore Koitsu) - Ngoại truyện. "200 Yên" (２００円 200 En) |

| - 09. "Viện tiến hóa" (進化の家 Shinka no Ie) - 10. "Nghệ thuật đương đại" (近代アート Kindai Āto) - 11. "Chìa khóa sức mạnh" (強さの秘訣 Tsuyosa no Hiketsu) - 12. "Đảng thiên đường" (新都団 Shinto-dan) - 13. "Tốc độ" (スピード Supīdo) - 14. "Chưa từng nghe nói" (お前など知らん Omae Nado Shiran) - 15. "Sở thích và công việc" (趣味と仕事 Shumi to Shigoto) - Ngoại truyện. "Rèn giũa bản thân" (じぶんみがき Jibun Migaki) |

| - 16. "Đậu rồi" (合格しました Gōkaku Shimashita) - 17. "Giao đấu" (手合せ Teawase) - 18. "Tác nghiệp" (宮業活動 Miyagyō Katsudō) - 19. "Không rảnh" (それどころじゃない Sore Dokoro Janai) - 20. "Lời đồn" (噂 Uwasa) - Ngoại truyện 1. "Mùa hạ" (夏 Natsu) - Ngoại truyện 2. "Luồng gió mới" (吹き込む新風 Fukikomu Shinpū) |

| - 21. "Thiên thạch khổng lồ" (巨大隕石 Kyodai Inseki) - 22. "Dư luận" (声 Koe) - 23. "Hiểm họa từ đại dương" (海からの脅威 Umi Kara no Kyōi) - 24. "Hải nhân vương" (深海王 Shinkaiō) - Ngoại truyện. "Nhà tù" (ぷりズン Purizon) |

| - 25. "Hải nhân vương (2)" (深海王・２ Shinkaiō 2) - 26. "Một tia hi vọng" (不安定な希望 Fuanteina Kibō) - 27. "Không thành công cũng thành nhân" (ズタボロに輝く Zutaboro ni Kagayaku) - 28. "Vì mưa" (雨降ってるから Ame Futteru Kara) - 29. "Cấp B" (B級 Bī-Kyū) - Ngoại truyện. "Thứ tiền không mua được" (賈えないモノ Kaenai Mono) |

| - 30. "Cấp S" (S級 Esu-Kyū) - 31. "Sấm truyền" (大予言 Daiyogen) - 32. "Hiểm họa từ vũ trụ" (宇宙(そら)からの... Sora kara no...) - 33. "Kẻ không nghe lời" (話を聞かない男たち Hanashi o Kikanai Otokotachi) - 34. "Ngươi khùng à?" (馬鹿かお前 Bakaka Omae) - Ngoại truyện. "Cá hồi" (鮭 Shake) |

| - 35. "Quyết đấu" (戦い Tatakai) - 36. "Bản lĩnh của Boros" (ボロスの本領 Borosu no Honryō) - 37. "Rơi" (堕落 Daraku) - Ngoại truyện 1. "Công trình lớn" (大工事 Daikouji) - Ngoại truyện 2. "Sự tích đại đệ tử" (一番弟子の回想 Ichibandeshi no Kaisou) - Ngoại truyện 3. "Cơm thịt heo" (カツ丼 Katsudon) |

| - 38. "King" (キング Kingu) - 39. "Người đó" (あの人 Ano Hito) - 40. "Ngoài vòng pháp luật" (アウトロー Autorō) - Ngoại truyện 1. "Mèo lạc" (迷い猫 Mayoi Neko) - Ngoại truyện 2. "Tôm hùm" (海老 Ebi) |

| - 41. "Kẻ muốn làm quái nhân" (怪人になりたい男 Kaijin ni Naritai Otoko) - 42. "Phe bão tuyết" (フブキ組 Fubuki-Gumi) - 43. "Chớ coi thường!" (なめんな！ Namen Na!) - 44. "Tăng tốc" (加速 Kasoku) - 45. "Danh hiệu anh hùng" (ヒーローネーム Hīrō Nēmu) - 46. "Săn anh hùng" (ヒーロー狩り Hiro Kari) - 47. "Chiêu thức" (技 Waza) - Ngoại truyện. "Nỗi khổ của phe bão tuyết" (フブキ組の奮闘 Fubuki-Gumi no Funtō) |

| - 48. "Chuối" (バナナ Banana) - 49. "Đang chán mà" (どうせ服だから Dōse Fukudakara) - 50. "Vênh váo" (調子に乗る！ Chōshininoru!) - 51. "Đồ đội đầu" (被り物 Kaburimono) - 52. "Cấm trả lại!" (戻すな！ Modosu Na!) - 53. "Phòng chờ" (控え室 Hikaeshitsu) - 54. "Rết" (百足 Mukade) - 55. "Tinh thần chiến đấu" (気合い Kiai) - Ngoại truyện 1. "Ngày nghỉ của Tatsumaki (タツマキの休日 Tatsumaki no Kyūjitsu) - Ngoại truyện 2. "Gu thời trang" (センス Sensu) - Ngoại truyện 3. "Chỉ số" (数字 Sūji) |

| - 56. "Trực diện" (真正面 Masshōmen) - 57. "Phá đám" (横槍 Yokoyari) - 58. "Đại quái trùng" (大怪蟲 Daikaichū) - 59. "Chỉ có ngươi" (お前だけ Omaedake) - 60. "Tiến lên võ đài" (入場 Nyūjō) - 61. "Ngựa ô" (ダークホース Dāku Hōsu) - Ngoại truyện. "Đội siêu nhân" (戦隊 Sentai) |

| - 62. "Lí do tìm kiếm" (求める理由 Motomeru Riyū) - 63. "Trận đấu và cuộc chiến" (武合と戦闘 Takegō to Sentō) - 64. "Giới hạn" (限界 Genkai) - 65. "Chị và em" (姉妹 Shimai) - 66. "Kẻ mạnh" (強い奴ら Tsuyoi Yatsura) - 67. "Không phải hạng thường" (規範外 Kihangai) - Ngoại truyện. "Ngày nghỉ giữa tuần của King" (キングの休日のようで平日 Kingu no Kyūjitsu no Yōde Heijitsu) |

| - 68. "Binh lực hùng hậu" (大戦力 Daisenryoku) - 69. "Tế bào quái nhân" (怪人細胞 Kaijin Saibō) - 70. "Thú vui của kẻ mạnh" (強いよ楽しい Tsuyoi yo Tanoshī) - 71. "Võ thuật chân chính" (武術とは...!! Bujutsu to wa...!!) - Ngoại truyện. "Ngôi sao" (スター Sutā) |

| - 72. "Quái nhân hóa" (怪人化 Kaijinka) - 73. "Cuộc chiến của kẻ mạnh" (強い奴の抵抗 Tsuyoi Yatsu no Teikō) - 74. "Bên bờ tuyệt vọng" (絶望の果て Zetsubō no Hate) - 75. "Bất công" (反則 Hansoku) |

| - 76. "Vẫn chán như thường" (いつも通りの退屈 Itsumodōri no Taikutsu) - 77. "Tiến bộ và trì trệ" (停滞と成長 Teitai to Seichō) - 78. "Những kẻ trong bóng tối" (暗躍する者たち Anyaku suru Monotachi) - 79. "Loạt đòn bất tận (八メ技 Hame-Waza) - 80. "Bao vây" (包囲 Hōi) - Ngoại truyện 1. "Cấp độ thảm họa" (災害レベル Saigai Reberu) - Ngoại truyện 2. "Nhân chứng" (目撃 Mokugeki) |

| - 81. "Quyết chiến" (意地 Iji) - 82. "Toàn lực" (出し尽くす Dashitukusu) - 83. "Con đường cheo leo" (過酷な階段 Kakokuna Kaidan) - 84. "Gia tăng" (エスカレーション Esukarēshon) - Ngoại truyện. "Trưởng thành vượt bậc" (成長過程 Seichō Katei) |

| - 85. "Sức mạnh" (パワー Pawā) - 86. "Vì tui là Sư Cọ Quấn Mền?" (ハゲマントだからか? Hagemanto Dakara ka?) - 87. "Hang ổ" (アジト Ajito) - Ngoại truyện. "Tự tin" (自信 Jishin) |

| - 88. "Quái nhân tính" (怪人性 Kaijinsei) - 89. "Giới hạn" (リミッター Rimitta) - 90. "Lẩu" (鍋 Nabe) |

| - 91. "Tận diệt cải thảo" (白菜消滅 Hakusai Shōmetsu) - 92. "Vì ta là quái nhân" (怪人だから Kaijin dakara) - 93. "Cún con" (ポチ Pochi, "Rover") - 94. "Đường cống" (マンホール Manhōru) - Ngoại truyện. "Cú đấm đời thực" (現実パンチ Genjitsu Panchi) |

| - 95. "Xuất kích!!" (行くぞ！ Ikuzo!) - 96. "Đá nó đi!" (蹴散らせ！ Ke Chirase!) - Ngoại truyện. "Đồ của người ta" (所持アイテム Shoji Aitemu) |

| - 97. "Phán quyết là gì?" (判定は？ Hantei wa?) - 98. "Trận chiến thần tốc" (速い奴 Hayai Yatsu) - 99. "Một khắc" (一瞬 Isshun) - 100. "Cặp sách" (ランドセル Randoseru) - 101. "Nước mắt tiếc nuối" (悔し泣き Kuyashinaki) - Ngoại truyện. "Không sao đợi được" (待ってられない Matte Rarenai) |

| - 102. "Chàng trai anh hùng" (少年ヒーロー Shōnen hīrō) - 103. "Ánh sáng" (光 Hikari) - 104. "Cuộc chiến bẩn thỉu bất diệt" (不死身の泥仕合 Fujimi no Dorojiai) - 105. "Mặt nạ ngọt ngào (アマイマスク Amaimasuku) - 106. "Người xem tùy ý khuyên" (見てはいけないもの Mite wa Ikenai Mono) - Ngoại truyện. "Cà phê (コーヒー Kōhī) |

| - 107. Senaka (背中 Senaka) - 108. Shingan (真贋 Shingan) - 109. Fueru Yabai Yatsu (増えるヤバい奴 Fueru Yabai Yatsu) - 110. Rabu Reboryūshon (ラブレボリューション Rabu Reboryūshon) - 111. Kuiiji (食い意地 Kuiiji) - 112. Chōgōkin Kurobikari (超合金クロビカリ Chōgōkin Kurobikari) - Ngoại truyện. Han (範 Han) |

| - 113. Daikyō (大凶 Daikyō) - 114. Kyōteki (強敵 Kyōteki) - 115. Ikenie (生贄 Ikenie) - 116. Feiku (フェイク Feiku) - 117. Saisen (再戦 Saisen) - 118. Kagami (鏡 Kagami) |

| - 119. Sōgū (遭遇 Sōgū) - 120. Asobi (遊び Asobi) - 121. Kyūso (窮鼠 Kyūso) - 122. Kudō Kishi (駆動騎士 Kudō Kishi) - 123. Ura no Kehai (裏の気配 Ura no Kehai) - 124. Hitsuyōna no Wa Tsuyosa Dake (必要なのは強さだけ Hitsuyōna no Wa Tsuyosa Dake) - 125. Kowareteiru (壊れている Kowareteiru) |

| - 126. Michi (未知 Michi) - 127. Honntai (本体 Honntai) - 128. Shin Fubuki Gumi (新フブキ組 Shin Fubuki Gumi) - 129. Osuwari (おすわり Osuwari) - 130. Saikosu (サイコス Saikosu) - 131. Magattai! (魔合体! Magattai!) |

| - 132. Shinshoku (侵触 Shinshoku) - 133. Hikkurikaesu! (ひっくり返す! Hikkurikaesu!) - 134. Tatsumaki Zenkai (タツマキ全開 Tatsumaki Zenkai) - 135. Makenai! (負けない! Makenai!) - 136. Oinaru Nanika (大いなる何か Oinaru Nanika) - 137. Fukutsu (不屈 Fukutsu) |

| - 138. Nejire (ねじれ Nejire) - 139. Shūtai to Kihon (醜態と基本 Shūtai to Kihon) - 140. Fukutsu (不屈 Fukutsu) - 141. Kyōmei (共鳴 Kyōmei) - 142. Shin'en e (深淵へ Shin'en e) - 143. (ABYSS) |

| - 144. Ishi to daiya (石とダイヤ Ishi to daiya) - 145. Kendo Jūki (捲土重来 Kendo Jūki) - 146. Torubeki Taido (とるべき態度 Torubeki Taido) - 147. Mokusei, Joritī no Buringā (木星、ジョリティーのブリンガー Mokusei, Joritī no Buringā) - 148. Shirubā Fuengu (シルバーフエング Shirubā Fuengu) - 149. Chōgōkin Kurobikari (超合金クロビカリ Chōgōkin Kurobikari) |

| - 150. Sukedachi (助太刀 Sukedachi) - 151. Gekibutsu (劇物 Gekibutsu) - 152. Issen (一線 Issen) - 153. Fukuhei (伏兵 Fukuhei) - 154. Shi to Deshi (師と弟子 Shi to Deshi) - 155. Saidai no kabe (最大の壁 Saidai no kabe) |

| - 156. Ōte (王手 Ōte) - 157. Bosshū (没収 Bosshū) - 158. Rengoku Musō Bakunetsu Hadō-hō (煉獄無双爆熱波動砲 Rengoku Musō Bakunetsu Hadō-hō) - 159. Seika (成果 Seika) - 160. Shinbatsu (神罰 Shinbatsu) |

| - 161. (BAD BOYS) - 162. (2BAD) - 163. Shukufuku (祝福 Shukufuku) - 164. Bunsuirei (分水嶺 Bunsuirei) - 165. Fuan yōso (不安要素 Fuan yōso) - 166. Saikō no Hīrō (最高のヒーロー Saikō no Hīrō) |

## Các chương chưa có trongtankōbon
Các chương này vẫn chưa được xuất bản trong tập tankōbon.
- 167. Yama Yori Mo (神魔よりも Yama Yori Mo?)
- 168. Kami ni Adanasu Imubeki Ken (神に仇なす忌むべき拳 Kami ni Adanasu Imubeki Ken?)
- 169. Zettai Aku (絶対悪 Zettai Aku?)
- 170. Jijō (二乗 Jijō?)
- 171. I.O. (?)
- 172. Kamigami no Mezame (神々の目覚め Kamigami no Mezame?)
- 173. Yoake (夜明け Yoake?)
- 174. Eta Mono (得たもの Eta Mono?)
- 175. Atcha Ikenai Yatsu (会っちゃいけない奴 Atcha Ikenai Yatsu?)
- 176. Shinkyo (新居 Shinkyo?)
- 177. Hitoku Jōhō (秘匿情報 Hitoku Jōhō?)
- 178. Hōmon-sha (訪問者 Hōmon-sha?)
- 179. Shingen (震源 Shingen?)
- 180. Chōjō to Risuku (超常とリスク Chōjō to Risuku?)
- 181. Soto De Yare! (外でやれ! Soto De Yare!?)
- 182. Mokugeki (目撃 Mokugeki?)
- 183. Torikomi-chū (取り込み中 Torikomi-chū?)
- 184. Tōhi to Masatsu (頭皮と摩擦 Tōhi to Masatsu?)
- 185. Michisū (未知数 Michisū?)
- 186. Torihiki (取引 Torihiki?)
- 187. Sukauto (スカウト Sukauto?)
- 188. Appudēto (アップデート Appudēto?)
- 189. Magarikado (曲がり角 Magarikado?)
- 190. Chō to Senaka (蝶と背中 Chō to Senaka?)
- 191. Neuchi (値打ち Neuchi?)
- 192. Tameshigiri (試し斬り Tameshigiri?)
- 193. Hakarigoto (謀 Hakarigoto?)
- 194. Hīrō Tachi (ヒーローたち Hīrō Tachi?)
- 195. Reberuappu (強化 Reberuappu?)
- 196. Zenzen Shiranai Sekai (全然知らない世界 Zenzen Shiranai Sekai?)
- 197. Sokkō (速攻 Sokkō?)
- 198. Tennintō (天忍党 Tennintō?)
- 199. Yume no Owari Bashio (夢の終わる場所 Yume no Owari Bashio?)
- 200. Hatashiai (果し合い Hatashiai?)
- 201. Shūsei (習性 Shūsei?)
- 202. Sōdazo! (そうだぞ! Sōdazo!?)
- 203. Saiwainari (幸いなり Saiwainari?)
- 204. Maboroshi (幻術 Maboroshi?)
- 205. Aibō (相棒 Aibō?)
- 206. Kyōi (脅威 Kyōi?)
- 207. Ore ni Shika Dekinai Koto (俺にしかできないこと Ore ni Shika Dekinai Koto?)
- 208. Onsoku to Kōsoku (音速と光速 Onsoku to Kōsoku?)
- 209. Kusare-en (腐れ縁 Kusare-en?)
- 210. Kyo (虚 Kyo?)
- 211. Gōkaku (合格 Gōkaku?)
- 212. Zenkai (ぜんかい Zenkai?)
- 213. Neo Rīdāzu (ネオリーダーズ Neo Rīdāzu?)
- 214. Mosa (猛者 Mosa?)
- 215. Tatazumai (たたずまい Tatazumai?)
- 216.  (bind?)
- 217. Heso Magari (へそ曲がり Heso Magari?)
- 218. Kyatchi (キャッチ Kyatchi?)
- 219. Kyorai (去来 Kyorai?)
- 220. Keikaku (計画 Keikaku?)
- 221. Ano Okata (あの御方 Ano Okata?)
- 222. Shinobi no Sato (忍の里 Shinobi no Sato?)
- 223. Shukugō (宿業 Shukugō?)
- 224. Ima no Omae nara (今のお前なら Ima no Omae nara?)
- 225. Inochibiroi (命拾い Inochibiroi?)
- 226. Doko ni (何処に Doko ni?)
- 227. Shirome (白目 Shirome?)